# Turkmènes
Pour les articles homonymes, voir Turcomans.
Cet article concerne le peuple turkmène. Pour la langue turkmène, voir Turkmène.
Les Turkmènes, anciennement Turcomans, forment un peuple turc parlant la langue turkmène et vivant aujourd'hui au Turkménistan (4 248 000), en Syrie (3 178 080), en Irak (1 500 000), en Iran (1 328 585), en Afghanistan (960 000) et en Turquie (118 211, mais dans ce pays seuls sont comptés comme Turkmènes ceux nés au Turkménistan : les autres sont comptés comme Turcs).
L'islam des Turkmènes, sunnites de tradition hanafite, inclut une grande influence du mysticisme soufi (Ibn Arabi…) et pour une extrême minorité - en général non sunnite - des traces de pratiques tengristes et chamanistes,.

## Historique

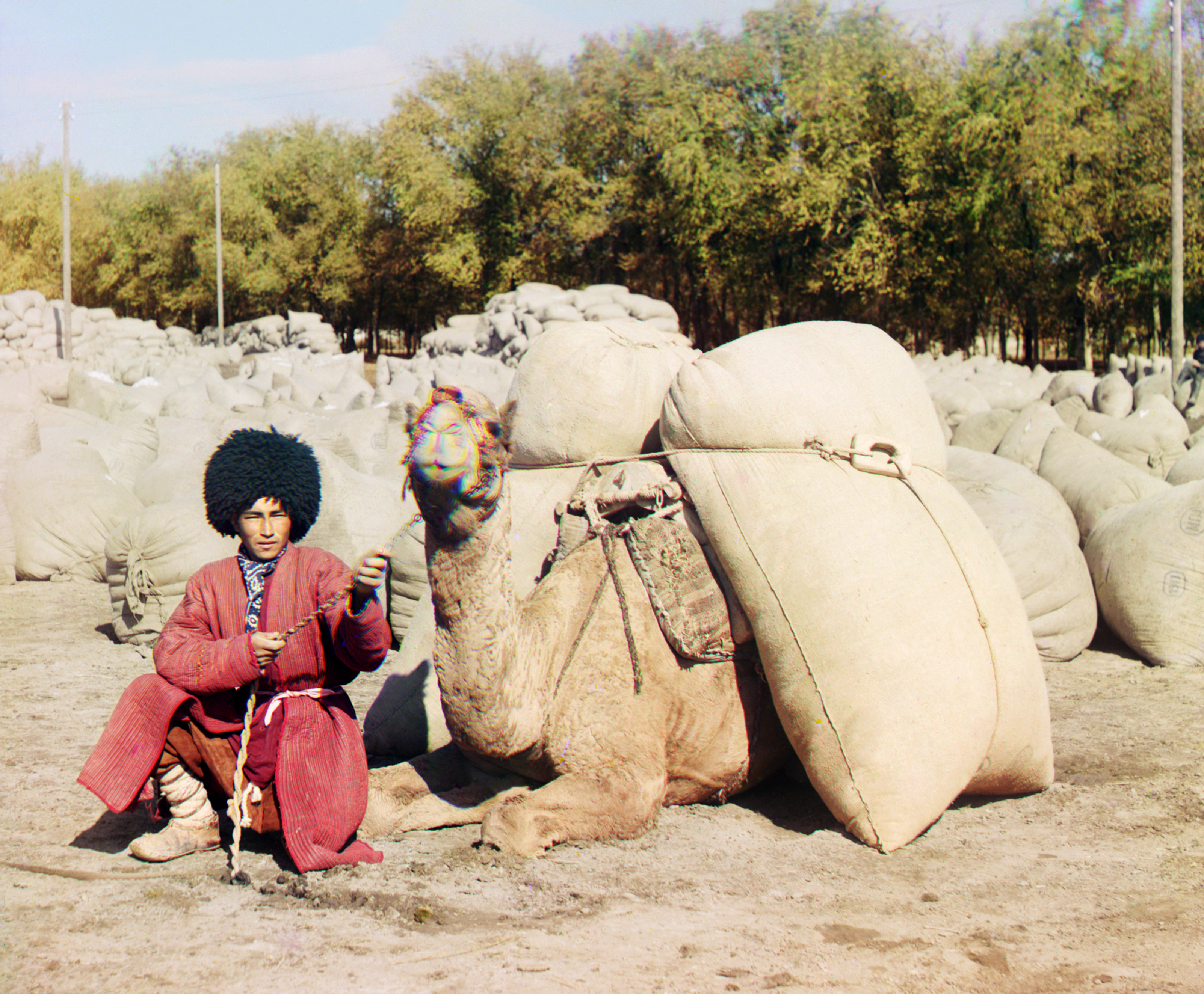
Un Turkmène du Turkménistan, vers 1910 (photographie de Sergueï Prokoudine-Gorski).

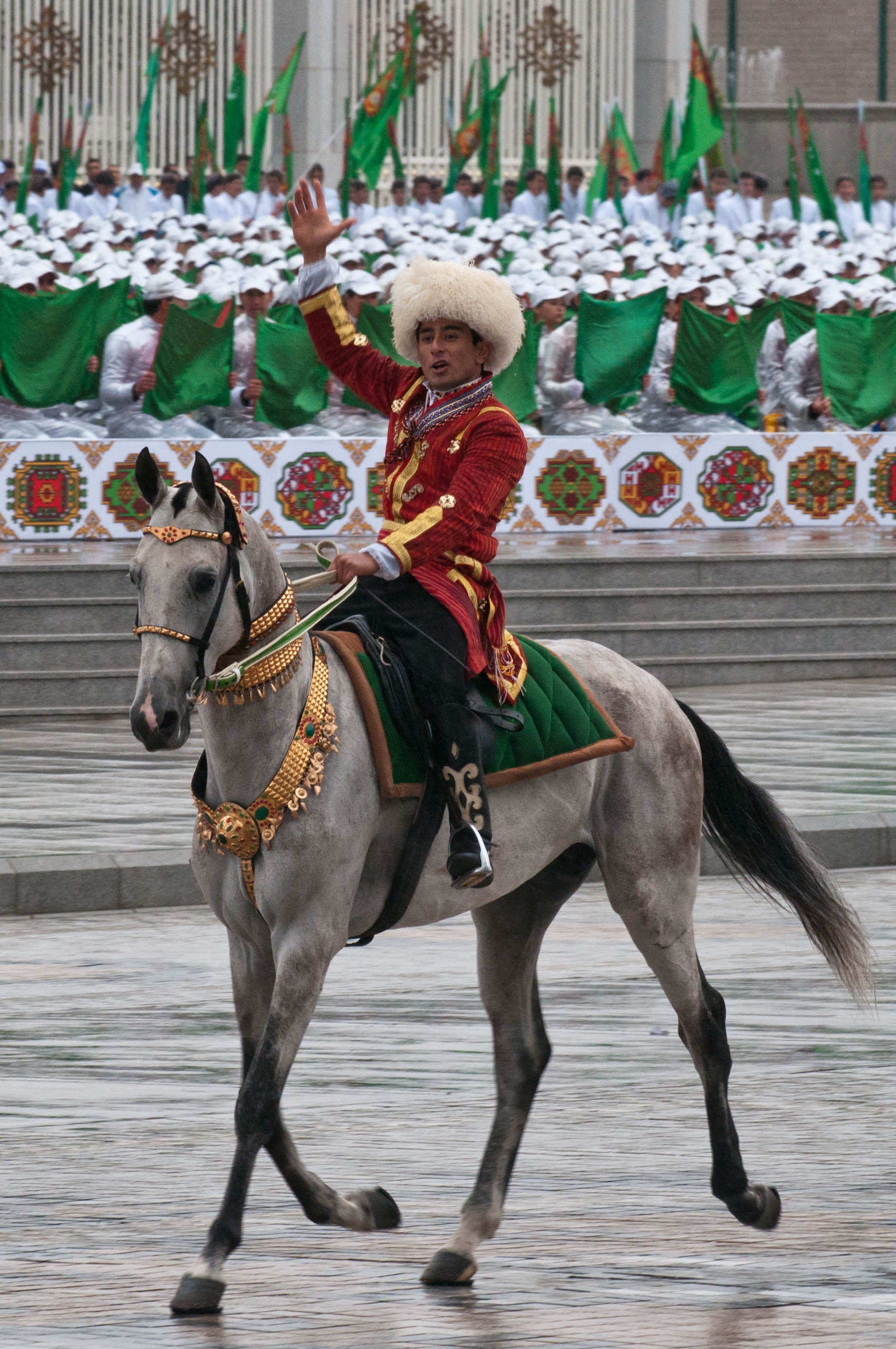
Turkmène à Achgabat au cours d'une parade équestre.

Le nom « Turcoman » ou « Turkmène » (Türkmen) dérive de Turc (türüq « puissant »), l'appellation de plusieurs khanats, ou confédérations de peuples, provenant des environs du lac Baïkal et ayant dominé les régions montagneuses de l'Altaï en Asie centrale, entre la Mongolie et l'Afghanistan, à partir du VIIe siècle, puis l'Anatolie depuis le XIe siècle.
Sans doute issus d'une coalition de turcophones, les Oghouzes, ils s'emparent de la vallée du Syr-Daria et des plaines entre la Volga et le Dniestr (sous l'identité des Petchénègues) au cours du Xe siècle.
Les Oghouzes de Sogdiane s'emparent des régions turco-iraniennes au sud de l'Amou-Daria, contribuant à en turquiser davantage la population jusque-là de langue iranienne (seuls les Tadjiks conservent cette dernière).
Ce groupe hétérogène se lance alors à la conquête de l'espace iranien, dominé par les Samanides, de Hérat au Khorassan, où le dialecte originel semble avoir persisté, jusqu'au massif du Zagros. C'est alors, vers 1040, qu'ils se convertissent massivement à l'islam sunnite, même si l'islamisation partielle de groupes, tribus ou clans et également d'une partie de leurs élites était déjà avancée depuis le VIIIe siècle dans l'Amou-Daria et la vallée de Ferghana. Ils continuent alors leur expansion en écrasant le sultanat bouyide de Bagdad en Mésopotamie, et finalement s'emparent du Proche-Orient contre les Fatimides égyptiens et les Byzantins.
Ils s'unissent sous les ordres du clan seldjoukide et de ses khans, qui vont finalement partager les territoires syro-arabe, kurde, arménien, cappadocien et anatolien entre différents petits États qui accueilleront un grand nombre de migrations, ce qui contribue à turquiser et à islamiser les populations agricoles autochtones, de langues syriaque, araméenne, arménienne, caucasienne ou grecque.
Des populations turcophones nomades, comme les Kashkaïs, les Nogaïs, les Salars ou les Yörüks, continuent de s'implanter dans les mondes anatolien, arménien et kurde, et contribuent à transformer radicalement la province iranienne d'Atropatène (actuel Azerbaïdjan), constituant le peuple azéri contemporain.
Historiquement, les Turkmènes ont été présents en Perse (Iran), où ils ont fondé plusieurs dynasties. Aujourd'hui, les Turkmènes d'Iran se divisent en quatre groupes : Yomut, Goeuklan, Nokhorli et Tekkés : ces derniers élevaient les fameux chevaux de course akhal-tékés.
Aux XIVe et XVe siècles, deux dynasties parentes et rivales, les Qara Qoyunlu (« Moutons Noirs ») et les Aq Qoyunlu (« Moutons Blancs ») sont présents en Anatolie orientale, l'actuel Kurdistan turc et irakien. À la fin du XVe siècle, les Aq Qoyunlu absorbent leurs rivaux et occupent une grande partie de la Perse.
De 1501 à 1732, une dynastie où les Turkmènes avaient une place importante, les Séfévides, règne en Perse et transfère la capitale de Tabriz à Ispahan. Enfin, de 1786 à 1925, une nouvelle dynastie turkmène, les Qadjars, est au pouvoir en Perse.
Au XIXe siècle, la principale ressource des Turkmènes d'Asie centrale était le pillage, l'escorte des caravanes et les incursions qu'ils faisaient en Russie, dans le Caucase et en Perse pour enlever des esclaves qu'ils vendaient à Boukhara. La capture par les Turkmènes de soldats de l'armée impériale russe et de voyageurs européens — qui seront vendus comme esclaves sur les marchés de Boukhara et de Khiva — incitera le Tsar Alexandre II à des représailles qui aboutiront à la conquête russe de l'Asie centrale et à la création du Turkestan russe. La révolution russe entraînera à partir de 1920 la sédentarisation forcée des Turkmènes.
Attachés aux symboles de leur passé nomade et en particulier à leurs traditions de peuple cavalier, les Turkmènes disputent encore les jours de fête des courses endiablées et des joutes équestres.

## Génétique
Bien que les Turkmènes parlent une langue appartenant au groupe des langues turques et qu'ils aient une culture proche des autres groupes turco-mongols, génétiquement ils sont proches des Tadjiks, d'ascendance indo-iranienne. Une étude de 2021 modélise ainsi la population Turkmène comme issue d'un mélange génétique entre les Tadjiks (94 %) et la Horde d'or de Gengis Khan (6 %). Ce mélange se serait produit il y a environ 700 ans en concordance avec les données historiques. Ces résultats suggèrent que les Turkmènes sont probablement une population indo-iranienne ayant adopté la langue des envahisseurs turco-mongols, puis l'islam.